# Ockrabröstad kardinal
Ockrabröstad kardinal (Chlorothraupis stolzmanni) är en fågel i familjen kardinaler inom ordningen tättingar.

## Utbredning och systematik
Ockrabröstad kardinal delas in i två underarter:
- C. s. dugandi – förekommer i Andernas västra sluttning i sydvästra Colombia
- C. s. stolzmanni – förekommer i västra Ecuador

## Status
Arten har ett relativt begränsat utbredningsområde, men beståndet tros vara stabilt. IUCN kategoriserar arten som livskraftig.

## Namn
Fågelns vetenskapliga artnamn hedrar Jan Stanislaw Sztolcman (1854-1928) polsk zoolog verksam som samlare av specimen i tropiska Amerika 1875-1881 och 1882-1884.